# AFC Challenge Cup 2014 (kwalificatie)
De AFC Challenge Cup 2014 is een voetbaltoernooi dat wordt georganiseerd in de Malediven. Dit artikel beschrijft het kwalificatieproces van dat toernooi.

## Loting
De loting vond plaats op 11 december 2012 in Kuala Lumpur

### Pottenindeling
| Pot 1 (Gastlanden)                     | Pot 2                                                 | Pot 3                                                 | Pot 4                                           |
| -------------------------------------- | ----------------------------------------------------- | ----------------------------------------------------- | ----------------------------------------------- |
| Kirgizië Laos Myanmar Nepal Filipijnen | Turkmenistan Palestina Tadzjikistan India Afghanistan | Pakistan Bangladesh Sri Lanka Chinees Taipei Cambodja | Macau Mongolië Brunei Guam Noordelijke Marianen |

Opmerkingen
- Bangladesh was niet een van de 20 teams die AFC had aangekondigd.[2]
- Doen niet mee:  Bhutan en  Oost-Timor  Noord-Korea, de winnaar van de AFC Challenge Cup 2012, is vanaf dit seizoen uitgesloten van deelname aan de AFC Challenge Cup.

## Groepsfase
De kwalificatiewedstrijden zullen worden gespeeld van 2 1–2 26 maart 2013. De top 2 van elke groep plaatst zich voor het eindtoernooi.
| Betekenis van de kleuren in Tabel                                          |
| -------------------------------------------------------------------------- |
| Groepswinnaars en de 2 beste nummers 2 plaatsen zich voor het eindtoernooi |

### Groep A
Alle wedstrijden in Myanmar van 2 tot 6 maart 2013
| Pos | Land           | Gsp | Win | Gel | Ver | DV | DT | +/- | Pnt |
| --- | -------------- | --- | --- | --- | --- | -- | -- | --- | --- |
| 1.  | Myanmar        | 3   | 2   | 1   | 0   | 7  | 1  | +6  | 7   |
| 2.  | India          | 3   | 2   | 0   | 1   | 6  | 2  | +4  | 6   |
| 3.  | Guam           | 3   | 1   | 0   | 2   | 3  | 9  | –6  | 3   |
| 4.  | Chinees Taipei | 3   | 0   | 1   | 2   | 2  | 6  | –4  | 1   |

|                                                  |                                |                  |                 |                                                                               |
| 2 maart 2013 «onderlinge duels» 16:00 (UTC+6:30) | India                          | 2 – 1            | Chinees Taipei  | Thuwunna Stadium, Yangon Toeschouwers: 1.000 Scheidsrechter: Fahad Al-Mirdasi |
| 2 maart 2013 «onderlinge duels» 16:00 (UTC+6:30) | Jewel Raja 40' Robin Singh 90' | Wedstrijdverslag | Lee Tai-lin 54' | Thuwunna Stadium, Yangon Toeschouwers: 1.000 Scheidsrechter: Fahad Al-Mirdasi |

|                                                  |                                                                                       |                  |      |                                                                                |
| 2 maart 2013 «onderlinge duels» 18:45 (UTC+6:30) | Myanmar                                                                               | 5 – 0            | Guam | Thuwunna Stadium, Yangon Toeschouwers: 3.000 Scheidsrechter: Mohammad Abu Loum |
| 2 maart 2013 «onderlinge duels» 18:45 (UTC+6:30) | Soe Min Oo 26' Kyi Lin 40' (pen.) Pyae Phyo Aung 45+2' Pai Soe 50' Kyaw Zayar Win 80' | Wedstrijdverslag |      | Thuwunna Stadium, Yangon Toeschouwers: 3.000 Scheidsrechter: Mohammad Abu Loum |

|                                                  |      |                  |                                               |                                                                            |
| 4 maart 2013 «onderlinge duels» 16:00 (UTC+6:30) | Guam | 0 – 4            | India                                         | Thuwunna Stadium, Yangon Toeschouwers: 400 Scheidsrechter: Shahzad Khurram |
| 4 maart 2013 «onderlinge duels» 16:00 (UTC+6:30) |      | Wedstrijdverslag | Chhetri 49', 90+1' Miranda 68' Jewel Raja 79' | Thuwunna Stadium, Yangon Toeschouwers: 400 Scheidsrechter: Shahzad Khurram |

|                                                  |                           |                  |                   |                                                                           |
| 4 maart 2013 «onderlinge duels» 18:45 (UTC+6:30) | Chinees Taipei            | 1 – 1            | Myanmar           | Thuwunna Stadium, Yangon Toeschouwers: 3.000 Scheidsrechter: Ko Hyung-Jin |
| 4 maart 2013 «onderlinge duels» 18:45 (UTC+6:30) | Lee Meng-chian 80' (pen.) | Wedstrijdverslag | Soe Kyaw Kyaw 18' | Thuwunna Stadium, Yangon Toeschouwers: 3.000 Scheidsrechter: Ko Hyung-Jin |

|                                                  |                |                  |                               |                                                                             |
| 6 maart 2013 «onderlinge duels» 16:00 (UTC+6:30) | Chinees Taipei | 0 – 3            | Guam                          | Thuwunna Stadium, Yangon Toeschouwers: 700 Scheidsrechter: Fahad Al-Mirdasi |
| 6 maart 2013 «onderlinge duels» 16:00 (UTC+6:30) |                | Wedstrijdverslag | Cunliffe 15', 78' Mariano 54' | Thuwunna Stadium, Yangon Toeschouwers: 700 Scheidsrechter: Fahad Al-Mirdasi |

|                                                  |                |                  |       |                                                                                |
| 6 maart 2013 «onderlinge duels» 18:45 (UTC+6:30) | Myanmar        | 1 – 0            | India | Thuwunna Stadium, Yangon Toeschouwers: 6.000 Scheidsrechter: Mohammad Abu Loum |
| 6 maart 2013 «onderlinge duels» 18:45 (UTC+6:30) | Soe Min Oo 75' | Wedstrijdverslag |       | Thuwunna Stadium, Yangon Toeschouwers: 6.000 Scheidsrechter: Mohammad Abu Loum |

### Groep B
Alle wedstrijden in Kirgizië van 17 tot 21 maart 2013
| Pos | Land         | Gsp | Win | Gel | Ver | DV | DT | +/- | Pnt |
| --- | ------------ | --- | --- | --- | --- | -- | -- | --- | --- |
| 1.  | Kirgizië     | 3   | 3   | 0   | 0   | 3  | 0  | +3  | 9   |
| 2.  | Tadzjikistan | 3   | 2   | 1   | 0   | 4  | 1  | +3  | 6   |
| 3.  | Pakistan     | 3   | 1   | 0   | 2   | 2  | 2  | 0   | 3   |
| 4.  | Macau        | 3   | 0   | 0   | 3   | 0  | 6  | –6  | 0   |

|                                                |              |                  |          |                                                                             |
| 17 maart 2013 «onderlinge duels» 12:00 (UTC+6) | Tadzjikistan | 1 – 0            | Pakistan | Spartak Stadium, Bishkek Toeschouwers: 400 Scheidsrechter: Masoud Tufaylieh |
| 17 maart 2013 «onderlinge duels» 12:00 (UTC+6) | Mahmudov 89' | Wedstrijdverslag |          | Spartak Stadium, Bishkek Toeschouwers: 400 Scheidsrechter: Masoud Tufaylieh |

|                                                |              |        |       |                                                                              |
| 17 maart 2013 «onderlinge duels» 16:00 (UTC+6) | Kirgizië     | 1 – 0  | Macau | Spartak Stadium, Bishkek Toeschouwers: 6.000 Scheidsrechter: Ali Sabah Adday |
| 17 maart 2013 «onderlinge duels» 16:00 (UTC+6) | Tetteh 45+1' | Report |       | Spartak Stadium, Bishkek Toeschouwers: 6.000 Scheidsrechter: Ali Sabah Adday |

|                                                |       |                  |                                  |                                                                                    |
| 19 maart 2013 «onderlinge duels» 12:00 (UTC+6) | Macau | 0 – 3            | Tadzjikistan                     | Spartak Stadium, Bishkek Toeschouwers: 800 Scheidsrechter: Jameel Juma Abdulhusain |
| 19 maart 2013 «onderlinge duels» 12:00 (UTC+6) |       | Wedstrijdverslag | Ismailov 56', 90+2' Ergashev 82' | Spartak Stadium, Bishkek Toeschouwers: 800 Scheidsrechter: Jameel Juma Abdulhusain |

|                                                |          |                  |           |                                                                                |
| 19 maart 2013 «onderlinge duels» 16:00 (UTC+6) | Pakistan | 0 – 1            | Kirgizië  | Spartak Stadium, Bishkek Toeschouwers: 12.000 Scheidsrechter: Ammar Al-Jeneibi |
| 19 maart 2013 «onderlinge duels» 16:00 (UTC+6) |          | Wedstrijdverslag | Tetteh 1' | Spartak Stadium, Bishkek Toeschouwers: 12.000 Scheidsrechter: Ammar Al-Jeneibi |

|                                                |                                   |                  |       |                                                                                    |
| 21 maart 2013 «onderlinge duels» 12:00 (UTC+6) | Pakistan                          | 2 – 0            | Macau | Spartak Stadium, Bishkek Toeschouwers: 800 Scheidsrechter: Jameel Juma Abdulhusain |
| 21 maart 2013 «onderlinge duels» 12:00 (UTC+6) | Bashir 44' (pen.) Kalim Ullah 70' | Wedstrijdverslag |       | Spartak Stadium, Bishkek Toeschouwers: 800 Scheidsrechter: Jameel Juma Abdulhusain |

|                                                |            |                  |              |                                                                                |
| 21 maart 2013 «onderlinge duels» 16:00 (UTC+6) | Kirgizië   | 1 – 0            | Tadzjikistan | Spartak Stadium, Bishkek Toeschouwers: 15.500 Scheidsrechter: Masoud Tufaylieh |
| 21 maart 2013 «onderlinge duels» 16:00 (UTC+6) | Tetteh 41' | Wedstrijdverslag |              | Spartak Stadium, Bishkek Toeschouwers: 15.500 Scheidsrechter: Masoud Tufaylieh |

### Groep C
Alle wedstrijden in Laos van 2 tot 6 maart 2013
| Pos | Land        | Gsp | Win | Gel | Ver | DV | DT | +/- | Pnt |
| --- | ----------- | --- | --- | --- | --- | -- | -- | --- | --- |
| 1.  | Afghanistan | 3   | 2   | 1   | 0   | 3  | 1  | +2  | 7   |
| 2.  | Laos        | 3   | 1   | 2   | 0   | 6  | 4  | +2  | 5   |
| 3.  | Sri Lanka   | 3   | 1   | 0   | 2   | 5  | 5  | 0   | 3   |
| 4.  | Mongolië    | 3   | 0   | 1   | 2   | 1  | 5  | –4  | 1   |

|                                               |             |                  |           |                                                                                                 |
| 2 maart 2013 «onderlinge duels» 16:00 (UTC+7) | Afghanistan | 1 – 0            | Sri Lanka | New Laos National Stadium, Vientiane Toeschouwers: 200 Scheidsrechter: Muhammad Taqi Al-Jaafari |
| 2 maart 2013 «onderlinge duels» 16:00 (UTC+7) | Arezou 45'  | Wedstrijdverslag |           | New Laos National Stadium, Vientiane Toeschouwers: 200 Scheidsrechter: Muhammad Taqi Al-Jaafari |

|                                               |                  |                  |                   |                                                                                     |
| 2 maart 2013 «onderlinge duels» 19:00 (UTC+7) | Laos             | 1 – 1            | Mongolië          | New Laos National Stadium, Vientiane Toeschouwers: 1.200 Scheidsrechter: Ali Shaban |
| 2 maart 2013 «onderlinge duels» 19:00 (UTC+7) | Sayyabounsou 33' | Wedstrijdverslag | Tumenjargal 45+2' | New Laos National Stadium, Vientiane Toeschouwers: 1.200 Scheidsrechter: Ali Shaban |

|                                               |          |                  |             |                                                                                     |
| 4 maart 2013 «onderlinge duels» 16:00 (UTC+7) | Mongolië | 0 – 1            | Afghanistan | New Laos National Stadium, Vientiane Toeschouwers: 500 Scheidsrechter: Sgt. Win Cho |
| 4 maart 2013 «onderlinge duels» 16:00 (UTC+7) |          | Wedstrijdverslag | Arezou 59'  | New Laos National Stadium, Vientiane Toeschouwers: 500 Scheidsrechter: Sgt. Win Cho |

|                                               |                             |                  |                                                                        |                                                                                            |
| 4 maart 2013 «onderlinge duels» 19:00 (UTC+7) | Sri Lanka                   | 2 – 4            | Laos                                                                   | New Laos National Stadium, Vientiane Toeschouwers: 1.000 Scheidsrechter: Mukhtar Al Yarimi |
| 4 maart 2013 «onderlinge duels» 19:00 (UTC+7) | Ratnayake 74' Gunaratne 81' | Wedstrijdverslag | Vongchiengkham 31' (pen.) Sayyabounsou 47' Sayyaboun 71' Phimmasen 77' | New Laos National Stadium, Vientiane Toeschouwers: 1.000 Scheidsrechter: Mukhtar Al Yarimi |

|                                               |                               |                  |          |                                                                                                 |
| 6 maart 2013 «onderlinge duels» 16:00 (UTC+7) | Sri Lanka                     | 3 – 0            | Mongolië | New Laos National Stadium, Vientiane Toeschouwers: 200 Scheidsrechter: Muhammad Taqi Al-Jaafari |
| 6 maart 2013 «onderlinge duels» 16:00 (UTC+7) | Gunaratne 55' Migara 58', 88' | Wedstrijdverslag |          | New Laos National Stadium, Vientiane Toeschouwers: 200 Scheidsrechter: Muhammad Taqi Al-Jaafari |

|                                               |                |                  |             |                                                                                     |
| 6 maart 2013 «onderlinge duels» 19:00 (UTC+7) | Laos           | 1 – 1            | Afghanistan | New Laos National Stadium, Vientiane Toeschouwers: 3.000 Scheidsrechter: Ali Shaban |
| 6 maart 2013 «onderlinge duels» 19:00 (UTC+7) | Sayavutthi 30' | Wedstrijdverslag | Ahmadi 58'  | New Laos National Stadium, Vientiane Toeschouwers: 3.000 Scheidsrechter: Ali Shaban |

### Groep D
- Alle wedstrijden in Nepal van 2 tot 6 maart 2013
- Aftraptijden officieel gepland voor  14:30 en 17:30 maar werd veranderd naar 14:00 en 17:05 door technische redenen.[5]

| Pos | Land                 | Gsp | Win | Gel | Ver | DV | DT | +/- | Pnt |
| --- | -------------------- | --- | --- | --- | --- | -- | -- | --- | --- |
| 1.  | Palestina            | 3   | 2   | 1   | 0   | 10 | 0  | +10 | 7   |
| 2.  | Bangladesh           | 3   | 2   | 0   | 1   | 6  | 1  | +5  | 6   |
| 3.  | Nepal                | 3   | 1   | 1   | 1   | 6  | 2  | +4  | 4   |
| 4.  | Noordelijke Marianen | 3   | 0   | 0   | 3   | 0  | 19 | –19 | 0   |

|                                                  |           |                  |            | |
| 2 maart 2013 «onderlinge duels» 14:00 (UTC+5:45) | Palestina | 1 – 0            | Bangladesh | Dasarath Rangasala Stadium, Kathmandu Toeschouwers: 4.000 Scheidsrechter: Mohd Amirul Izwan Bin Yaacob |
| 2 maart 2013 «onderlinge duels» 14:00 (UTC+5:45) | Theeb 78' | Wedstrijdverslag |            | Dasarath Rangasala Stadium, Kathmandu Toeschouwers: 4.000 Scheidsrechter: Mohd Amirul Izwan Bin Yaacob |

|                               |                                                             |                  |                      |                                                                                   |
| 2 maart 2013 17:05 (UTC+5:45) | Nepal                                                       | 6 – 0            | Noordelijke Marianen | Dasarath Rangasala Stadium, Kathmandu Toeschouwers: 17.000 Scheidsrechter: Fan Qi |
| 2 maart 2013 17:05 (UTC+5:45) | Khawas 4', 41', 72' Sahukhala 30' Tamang 60' (pen.) Rai 68' | Wedstrijdverslag |                      | Dasarath Rangasala Stadium, Kathmandu Toeschouwers: 17.000 Scheidsrechter: Fan Qi |

|                               |                      |                  |                                                                                        |                                                                                         |
| 4 maart 2013 14:00 (UTC+5:45) | Noordelijke Marianen | 0 – 9            | Palestina                                                                              | Dasarath Rangasala Stadium, Kathmandu Toeschouwers: 2.700 Scheidsrechter: Mohanad Qasim |
| 4 maart 2013 14:00 (UTC+5:45) |                      | Wedstrijdverslag | Salem 7', 76', 82' Abuhabib 21' (pen.), 27' Attieh 23', 90+1' Theeb 68' Abugharqud 83' | Dasarath Rangasala Stadium, Kathmandu Toeschouwers: 2.700 Scheidsrechter: Mohanad Qasim |

|                                                  |                      |                  |       |                                                                                           |
| 4 maart 2013 «onderlinge duels» 17:05 (UTC+5:45) | Bangladesh           | 2 – 0            | Nepal | Dasarath Rangasala Stadium, Kathmandu Toeschouwers: 19.000 Scheidsrechter: Fahad Al Marri |
| 4 maart 2013 «onderlinge duels» 17:05 (UTC+5:45) | Rony 28' (pen.), 57' | Wedstrijdverslag |       | Dasarath Rangasala Stadium, Kathmandu Toeschouwers: 19.000 Scheidsrechter: Fahad Al Marri |

|                               |                                   |                  |                      | |
| 6 maart 2013 15:15 (UTC+5:45) | Bangladesh                        | 4 – 0            | Noordelijke Marianen | Dasarath Rangasala Stadium, Kathmandu Toeschouwers: 2.000 Scheidsrechter: Mohd Amirul Izwan Bin Yaacob |
| 6 maart 2013 15:15 (UTC+5:45) | Ahmed 2', 83' Rony 37' Linkon 90' | Wedstrijdverslag |                      | Dasarath Rangasala Stadium, Kathmandu Toeschouwers: 2.000 Scheidsrechter: Mohd Amirul Izwan Bin Yaacob |

|                                                  |                  |       |           |                                                                                   |
| 6 maart 2013 «onderlinge duels» 18:15 (UTC+5:45) | Nepal            | 0 – 0 | Palestina | Dasarath Rangasala Stadium, Kathmandu Toeschouwers: 12.000 Scheidsrechter: Fan Qi |
| 6 maart 2013 «onderlinge duels» 18:15 (UTC+5:45) | Wedstrijdverslag |       |           | Dasarath Rangasala Stadium, Kathmandu Toeschouwers: 12.000 Scheidsrechter: Fan Qi |

### Groep E
Alle wedstrijden in de Filipijnen van 21 tot 26 maart 2013
- Op 20 maart 2013 trok  Brunei zich terug.[6][7]

| Pos | Land         | Gsp | Win | Gel | Ver | DV | DT | +/- | Pnt |
| --- | ------------ | --- | --- | --- | --- | -- | -- | --- | --- |
| 1.  | Filipijnen   | 2   | 2   | 0   | 0   | 9  | 0  | +9  | 6   |
| 2.  | Turkmenistan | 2   | 1   | 0   | 1   | 7  | 1  | +6  | 3   |
| 3.  | Cambodja     | 2   | 0   | 0   | 2   | 0  | 15 | –15 | 0   |

|                                                |                                                                                     |                  |          |                                                                                     |
| 22 maart 2013 «onderlinge duels» 16:30 (UTC+8) | Turkmenistan                                                                        | 7 – 0            | Cambodja | Rizal Memorial Stadium, Manilla Toeschouwers: 200 Scheidsrechter: Christopher Beath |
| 22 maart 2013 «onderlinge duels» 16:30 (UTC+8) | Amanow 7' Baýramow 23', 36' Thavrak 41' (e.d.) Şamyradow 74' Abylow 81' Batyrow 87' | Wedstrijdverslag |          | Rizal Memorial Stadium, Manilla Toeschouwers: 200 Scheidsrechter: Christopher Beath |

|                                                |            |          |        |                                 |
| 22 maart 2013 «onderlinge duels» 19:30 (UTC+8) | Filipijnen | Afgelast | Brunei | Rizal Memorial Stadium, Manilla |
| 22 maart 2013 «onderlinge duels» 19:30 (UTC+8) |            |          |        | Rizal Memorial Stadium, Manilla |

|                             |        |          |              |                                 |
| 24 maart 2013 16:30 (UTC+8) | Brunei | Afgelast | Turkmenistan | Rizal Memorial Stadium, Manilla |
| 24 maart 2013 16:30 (UTC+8) |        |          |              | Rizal Memorial Stadium, Manilla |

|                                                |          |                                                                             |            |                                                                                  |
| 24 maart 2013 «onderlinge duels» 19:30 (UTC+8) | Cambodja | 0 – 8                                                                       | Filipijnen | Rizal Memorial Stadium, Manilla Toeschouwers: 6.500 Scheidsrechter: Nivon Robesh |
| 24 maart 2013 «onderlinge duels» 19:30 (UTC+8) |          | P. Younghusband 26', 31', 34', 88' Patiño 45', 58' Schröck 46' De Murga 90' |            | Rizal Memorial Stadium, Manilla Toeschouwers: 6.500 Scheidsrechter: Nivon Robesh |

|                                                |          |          |        |                                 |
| 26 maart 2013 «onderlinge duels» 16:30 (UTC+8) | Cambodja | Afgelast | Brunei | Rizal Memorial Stadium, Manilla |
| 26 maart 2013 «onderlinge duels» 16:30 (UTC+8) |          |          |        | Rizal Memorial Stadium, Manilla |

|                                                |                     |                  |              |                                                                             |
| 26 maart 2013 «onderlinge duels» 19:30 (UTC+8) | Filipijnen          | 1 – 0            | Turkmenistan | Rizal Memorial Stadium, Manilla Toeschouwers: 8.000 Scheidsrechter: Wang Di |
| 26 maart 2013 «onderlinge duels» 19:30 (UTC+8) | P. Younghusband 67' | Wedstrijdverslag |              | Rizal Memorial Stadium, Manilla Toeschouwers: 8.000 Scheidsrechter: Wang Di |

### Rangschikking van de 2e geplaatste teams
Door de terugtrekking van Brunei uit groep E werden alle wedstrijden van de nummers 2 tegen het als laatst geëindigde team buiten berekening gelaten. India, Bangladesh en Tadzjikistan verloren hierdoor 3 punten, Laos verloor 1 punt.
| Grp | team         | Pnt | AW | G | G | V | DV | DT | DS |
| --- | ------------ | --- | -- | - | - | - | -- | -- | -- |
| C   | Laos         | 4   | 2  | 1 | 1 | 0 | 5  | 3  | +2 |
| E   | Turkmenistan | 3   | 2  | 1 | 0 | 1 | 7  | 1  | +6 |
| A   | India        | 3   | 2  | 1 | 0 | 1 | 4  | 1  | +3 |
| D   | Bangladesh   | 3   | 2  | 1 | 0 | 1 | 2  | 1  | +1 |
| B   | Tadzjikistan | 3   | 2  | 1 | 0 | 1 | 1  | 1  | 0  |

## Gekwalificeerde landen
| Land         | Gekwalificeerd als | Datum van kwalificatie | Vorige deelnames in toernooi12 |
| ------------ | ------------------ | ---------------------- | ------------------------------ |
| Malediven    | Gastland           | 28 november 2012       | 1 (2012)                       |
| Afghanistan  | Winnaar Groep C    | 6 maart 2013           | 2 (2006, 2008)                 |
| Myanmar      | Winnaar Groep A    | 6 maart 2013           | 2 (2008, 2010)                 |
| Palestina    | Winnaar Groep D    | 6 maart 2013           | 2 (2006, 2012)                 |
| Kirgizië     | Winnaar Groep B    | 21 maart 2013          | 2 (2006, 2010)                 |
| Filipijnen   | Winnaar Groep E    | 26 maart 2013          | 2 (2006, 2012)                 |
| Laos         | Beste Nummer 2     | 21 maart 2013          | 0 (Debuut)                     |
| Turkmenistan | Beste Nummer 2     | 26 maart 2013          | 3 (2008, 2010, 2012)           |